# Bergen Storm
I Bergen Storm sono una squadra di football americano, di Bergen, in Norvegia, fondata nel 1992 come Bergen Blackhawks in seguito alla fusione tra i Bergen Bulldogs e i Bergen Flyers. Hanno assunto il nome Storm nel 1993.

## Dettaglio stagioni

### Tornei nazionali

#### Campionato

##### 1. divisjon
| Stagione | regular season | regular season | regular season | regular season | regular season | regular season | playoff | playoff | playoff | playoff | playoff | playoff      | playoff      |
|          | Vin            | Par            | Per            | Tot            | PF             | PS             | Vin     | Per     | Tot     | PF      | PS      | risultato    | avversaria   |
| -------- | -------------- | -------------- | -------------- | -------------- | -------------- | -------------- | ------- | ------- | ------- | ------- | ------- | ------------ | ------------ |
| 1993     | 3              | 0              | 5              | 8              | 212            | 299            | 0       | 2       | 2       | 8       | 37      | Quarto posto | Asker Lynx   |
| 2010     | 0              | 0              | 8              | 8              | 30             | 258            | -       | -       | -       | -       | -       | -            | -            |
| 2011     | 2              | 0              | 6              | 8              | 80             | 197            | 0       | 1       | 1       | 6       | 52      | Semifinale   | Oslo Vikings |
| 2012     | 3              | 0              | 3              | 6              | 126            | 175            | -       | -       | -       | -       | -       | -            | -            |
| 2013     | 0              | 0              | 7              | 7              | 74             | 242            | -       | -       | -       | -       | -       | -            | -            |
| Totale   | 8              | 0              | 29             | 37             | 522            | 1171           | 0       | 3       | 3       | 14      | 89      |              |              |

Fonti: Enciclopedia del Football - A cura di Roberto Mezzetti

##### 2. divisjon
| Stagione | regular season | regular season | regular season | regular season | regular season | regular season | playoff | playoff | playoff | playoff | playoff | playoff      | playoff            |
|          | Vin            | Par            | Per            | Tot            | PF             | PS             | Vin     | Per     | Tot     | PF      | PS      | risultato    | avversaria         |
| -------- | -------------- | -------------- | -------------- | -------------- | -------------- | -------------- | ------- | ------- | ------- | ------- | ------- | ------------ | ------------------ |
| 1999     | 1              | 0              | 5              | 6              | 34             | 231            | -       | -       | -       | -       | -       | -            | -                  |
| 2000     | 2              | 0              | 4              | 6              | 90             | 153            | -       | -       | -       | -       | -       | -            | -                  |
| 2001     | 5              | 0              | 3              | 8              | 42             | 121            | -       | -       | -       | -       | -       | -            | -                  |
| 2010     | 0              | 0              | 4              | 4              | 13             | 83             | -       | -       | -       | -       | -       | -            | -                  |
| 2015     | 3              | 0              | 2              | 5              | 115            | 34             | 0       | 1       | 1       | 20      | 59      | Quarto posto | Vålerenga Trolls 2 |
| Totale   | 11             | 0              | 18             | 29             | 294            | 622            | 0       | 1       | 1       | 20      | 59      |              |                    |

Fonti: Enciclopedia del Football - A cura di Roberto Mezzetti

### Riepilogo fasi finali disputate
| Anno          | Luogo | Evento      | Fase del torneo      | Incontro                          | Risultato    |
| 3 luglio 1993 |       | 1. divisjon | Finale 3º - 4º posto | Asker Lynx - Bergen Storm         | 1 - 0 d.g.s. |
| 2 luglio 2011 |       | 1. divisjon | Semifinale           | Oslo Vikings - Hordaland Storm    | 52 - 6       |
| 4 luglio 2015 |       | 2. divisjon | Finale 3º - 4º posto | Bergen Storm - Vålerenga Trolls 2 | 20 - 59      |